# Leki biologiczne referencyjne
Lek biologiczny referencyjny – lek wyprodukowany jako oryginał, opatentowany przez producenta leków innowacyjnych. Referencyjny lek biologiczny stanowi pierwowzór dla leku biopodobnego. Cechy produktu stanowiącego lek biologiczny referencyjny zależne są od rodzaju wytwarzającego go organizmu (klonu komórek) i są niepowtarzalne, podobnie jak proces produkcyjny (sposób wprowadzenia fragmentu ludzkiego DNA), temperatura, metody oczyszczania substancji czynnej, formulacja). W związku z możliwymi różnicami (choćby na poziomie produkcyjnym) pomiędzy referencyjnymi lekami biologicznymi i lekami biopodobnymi, zamiana jednego leku na drugi może stanowić zagrożenie dla pacjentów i nie powinna być stosowana bez wiedzy lekarza oraz bez istnienia istotnych klinicznych powodów uzasadniających taką zamianę.

## Historia
Pierwszym referencyjnym lekiem biologicznym jest ludzka rekombinowana insulina wprowadzona w 1981 roku. W roku 2010 na rynku było ponad 100 zarejestrowanych produktów z tej kategorii, w tym 12 leków o największej sprzedaży 30 miliardów, m.in.: Herceptin, Mabthera, Humira, Remicade.

## Proces wytwarzania
Każdy producent referencyjnego leku biologicznego ma swoje własne linie komórkowe o unikatowych właściwościach, a jego produkty posiadają wiele niepowtarzalnych cech. Ponadto każdy z rodzajów używanych komórek bakterii czy drożdży ma inną charakterystykę i nawet ten sam produkt wytwarzany przez inny rodzaj komórek wykazuje istotne różnice i posiada cechy swoiste (w tym ilość zanieczyszczeń, które pozostały po procesie separacji finalnego produktu). Pomimo złożonych technologii oczyszczania, komórki wytwarzające lek, pozostawiają w finalnym produkcie śladowe zanieczyszczenia mogące skutkować powstawaniem istotnych klinicznie odpowiedzi immunologicznych ustroju.
W drugiej dekadzie obecnego wieku wygasną prawa większości referencyjnych leków biologicznych pierwszej generacji, co wiąże się z wprowadzaniem na rynek leków biopodobnych (ang. biosymilars).